# Jon Lange
Denne artikel omhandler personen Jon Lange. Der er også andre personer med dette efternavn, se Lange (flertydig).
Jon Gudmand Lei Lange (født 28. marts 1980 i Søborg) er en dansk skuespiller og stemmeskuespiller.
Han blev uddannet fra Skuespillerskolen ved Odense Teater i 2011. Inden da var han autodidakt skuespiller. Derudover har han studeret Shakespeare hos Lars Lunøe samt lært Meisnerteknik hos Willam Esper i New York.
Han blev kendt, da han medvirkede i filmen Midsommer sammen med bl.a. Kristian Leth. Hans præstation i denne film gav ham en nominering til Bedste Nye Navn i Dansk Film 2003. Prisen blev vundet af Christoffer Boe. Siden har Jon Lange medvirket i film og TV-serier som Kødkataloget på DR3 i 2014 og biograf-succeserne Alle for Én i 2011, Sommeren 92 i 2015 og Jagtsæson i 2021, og han har spillet teater på Bellevue Teatret, Folketeatret, Østre Gasværk og mange andre steder.
Jon Lange er endvidere tilknyttet lydbogsforlaget Momo - Skuespillernes Lydbogsværksted, hvor han har indlæst flere lydbøger.

## Privat
Jon Lange er søn af folkeskolelærerne Gerd Lange og Troels Gudmand Pedersen. Han er bror til tv-tilrettelæggeren Camille Gudmand Lange.
I 2013 blev han gift med Mette Marie Lei Lange, og i 2014 blev de forældre til tvillinger.

## Udvalgt filmografi

### Original

#### Film
| År   | Film              | Rolle           | Noter |
| ---- | ----------------- | --------------- | ----- |
| 2003 | Midsommer         | Mark            |       |
| 2005 | Unge Andersen     | Werliin         |       |
| 2005 | Allegro           | Mand i zonen    |       |
| 2007 | Den Sorte Madonna | Polterabendgæst |       |
| 2007 | Kollegiet         | Lukas           |       |
| 2010 | Broderskab        | Bo              |       |
| 2011 | Frit fald         | Mand med coke   |       |
| 2011 | Alle for en       | Martin          |       |
| 2015 | Sommeren 92       | Kim Christofte  |       |
| 2019 | Kaptajn Bimse     | Far             |       |
| 2019 | Jagtsæson         | Peter           |       |

#### TV-serier
| År   | Serie          | Rolle        | Noter      |
| ---- | -------------- | ------------ | ---------- |
| 2007 | 2900 Happiness | Helmuth      | 2 episoder |
| 2009 | Lærkevej       | Morten       | 1 episode  |
| 2013 | SJIT Happens   | Robert       | 3 episoder |
| 2017 | Mercur         | Jan Irsinger |            |

### Dubbing
| År          | Serie                                                 | Rolle |
| ----------- | ----------------------------------------------------- | --- |
| 2021 (2021) | · A Week Away                                         | · Øvrig Medvirkende |
| 2016 (2016) | · Angry Birds Filmen                                  | · Cyrus |
| 2021 (2021) | · Arcane - League Of Legends                          | · Jayce |
| 2023 (2023) | · Barbie - Et Strejf Af Magi                          | · Kel Roberts |
| 2022 (2021) | · Barbie - It Takes Two                               | · Chuck |
| 2022 (2021) | · Barbie - It Takes Two                               | · Hector |
| 2022 (2021) | · Barbie - It Takes Two                               | · Kel Roberts |
| 2022 (2021) | · Barbie - It Takes Two                               | · Otto |
| 2022 (2021) | · Barbie - It Takes Two                               | · Whittaker Reardon |
| 2022 (2021) | · Barbie - It Takes Two                               | · Wilhelm |
| 2022 (2021) | · Barbie - It Takes Two                               | · Togkonduktør, Vært, Manager, Lærer, Dramalærer |
| 2021 (2021) | · Barbie Big City Big Dreams                          | · Hr Miller |
| 2014 (2014) | · Big Hero 6                                          | · Øvrig Medvirkende |
| 2017 (2017) | · Coco                                                | · Cruz vagter, Mandelig, Interviewer, Dødsrigespeaker, Skelet-flok, Musikflok, Betjent, Skeletmand |
| 2018        | · Cupcake Og Dino - Altmuligmænd                      | · Cupcake (sæson 1 afs. 6, 7, 12 og 13) |
| 2017 (2018) | · DanseKat                                            | · Hawkodile |
| 2017 (2018) | · DanseKat                                            | · Hawkodile (som ung i sæson 1) |
| 2017 (2018) | · DanseKat                                            | · Giovani |
| 2017 (2018) | · DanseKat                                            | · Lil Bean |
| 2017 (2018) | · DanseKat                                            | · Mester Papirklip |
| 2017 (2018) | · DanseKat                                            | · Ted Butters |
| 2017 (2018) | · DanseKat                                            | · Bargæster, Bim-Boms slæng, Blæver, Fange, Håndværker, Julemanden, Klaverspiller, Klods, Mand i bog, Lejesoldat, Modstander, Mand, Robot, Organist, Pilot, Robothjælper, Robot, Robotvagt, Skater, Sten, Stor klods, Samuraier, Småkage, Spøgelse, Storm, Tuff man, Øjenvippe, Ønskemønt |
| 2024 (2024) | · De Fantastiske Fehoveder - Et Nyt Ønske             | · Marcus |
| 2019 (2018) | · Den Eventyrlige Park                                | · Junes Far |
| 2023 (2023) | · Den Lille Havfrue (filmatisering)                   | · Mænd på dæk, Leder, Havmand, Vagt på slot |
| 2013 (2014) | · Det Regner Med Frikadeller 2                        | · Øvrig Medvirkende |
| 2021 (2021) | · Dig Mod Naturen - Helt Væk                          | · Bear Grylls |
| 2021 (2021) | · Dive Club                                           | · Øvrig Medvirkende |
| 2018        | · Drageprinsen                                        | · Øvrig Medvirkende - sæson 3 - |
| 2016 (2016) | · Ever After High - Den Strengeste Vinter             | · Hopper Croakington II |
| 2016 (2016) | · Ever After High - Den Strengeste Vinter             | · Elev |
| 2016        | · Ever After High - Dragekampene                      | · Hopper Croakington II |
| 2015        | · Ever After High - Foråret Falmer                    | · Hopper Croakington II |
| 2015        | · Ever After High - Foråret Falmer                    | · Humphrey Dumpty |
| 2020 (2020) | · Fantastiske Ivan                                    | · Ivan |
| 2017 (2017) | · Ferdinand                                           | · Valiente |
| 2021        | · Flora & Ulysses                                     | · George Buckman |
| 2022 (2022) | · Folk Og Røvere I Kardemomme By                      | · Jesper |
| 2023 (2023) | · Freelance                                           | · Sebastian Earle |
| 2023 (2023) | · Freelance                                           | · Soldater |
| 2012 (2012) | · Gravity Falls                                       | · Agent Powers |
| 2012 (2012) | · Gravity Falls                                       | · Bill Cipher |
| 2012 (2012) | · Gravity Falls                                       | · Bobby Renzobbi |
| 2012 (2012) | · Gravity Falls                                       | · Borgmester Befufflefumpter |
| 2012 (2012) | · Gravity Falls                                       | · Brovten |
| 2012 (2012) | · Gravity Falls                                       | · Davey |
| 2012 (2012) | · Gravity Falls                                       | · Gamle Guldhans |
| 2012 (2012) | · Gravity Falls                                       | · Glitrende Glimmerhjerte |
| 2012 (2012) | · Gravity Falls                                       | · Jean-Luc |
| 2012 (2012) | · Gravity Falls                                       | · Jimmy |
| 2012 (2012) | · Gravity Falls                                       | · Keld Heldig |
| 2012 (2012) | · Gravity Falls                                       | · Kenny Sær |
| 2012 (2012) | · Gravity Falls                                       | · Lederos |
| 2012 (2012) | · Gravity Falls                                       | · Lolph |
| 2012 (2012) | · Gravity Falls                                       | · Mandige Dan |
| 2012 (2012) | · Gravity Falls                                       | · Marius |
| 2012 (2012) | · Gravity Falls                                       | · Overnissen Jeff |
| 2012 (2012) | · Gravity Falls                                       | · Reggie |
| 2012 (2012) | · Gravity Falls                                       | · Robbie Valentino |
| 2012 (2012) | · Gravity Falls                                       | · Robbie Valentino (som lille) |
| 2012 (2012) | · Gravity Falls                                       | · Steve |
| 2012 (2012) | · Gravity Falls                                       | · Testosteraur |
| 2012 (2012) | · Gravity Falls                                       | · Thompson |
| 2012 (2012) | · Gravity Falls                                       | · Umulibæst |
| 2012 (2012) | · Gravity Falls                                       | · Voks-Robin Hood |
| 2012 (2012) | · Gravity Falls                                       | · Xyler |
| 2012 (2012) | · Gravity Falls                                       | · Aggresiv TV-stemme, Ara, Babyer, Bedstefar, Biker, Bikerflok, Bumsebefængt fjols, Bøller, Doktormand, Dreng, Folk, Folkemængde, Football-spillere, Hulkemand, Hvalpe, Konkurrencefyr, Kunder, Lille dreng, Læge, Mænd, Mand i publikum, Mand ved poolen, Mande-pung, Mandestemmer, Voks-statue, Manotaurer, Morgenmadsfugl, Radiostemme, Rapperfyr, Robotstemme, Solbadende mand, Synth-stemme, Sælger, Teenagedreng, Tidsbetjent, Turister, Turistfamilie, Turistflok, TV-bryder, Uhyggelig stemme, Ultra-amerikaner, Voksfigurflok, Amerikansk fyr, Bartender, Betjent, Butler, Fange, Fortæller, Franskmand, Gæster, Handlebar bro, Hoo-ha bjørn, Højtaler, Jagt-trofæer, Biker med lyst overskæg, Lækker alf, TV-stemme, Mekanisk stemme, Nisser, Oplæser, Op-Og-Ned ejer, Skabning, Skelet, Teenage lagerdreng, Tjener, Trold, Vagt, Vaskebjørn, Zombie, Ældre dame |
| 2013 (2014) | · Gravity Falls Shorts                                | · D'Shawn |
| 2013 (2014) | · Gravity Falls Shorts                                | · Mandige Dan |
| 2013 (2014) | · Gravity Falls Shorts                                | · Steve |
| 2013 (2014) | · Gravity Falls Shorts                                | · Filmstemme, Folk, Kunde, Ko, Oplæser, Publikum, Væsen |
| 2017 (2018) | · Hekseballet                                         | · Trigg |
| 2022 (2022) | · Home Team                                           | · Øvrig Medvirkende |
| 2015 (2015) | · Inderst Inde                                        | · Øvrig Medvirkende |
| 2015 (2015) | · Inderst Inde - Rileys Første Date                   | · Fars Glæde |
| 2024 (2024) | · Inderst Inde 2                                      | · Øvrig Medvirkende |
| 2024 (2024) | · Iwájú                                               | · Sunday Adelekan |
| 2023 (2023) | · Julens Uartige Ni                                   | · Jason |
|             |                                                       | · Folk, Politimænd, Dommer, Arbejdsmand, Mand |
| 2017 (2017) | · Kibaoh Klashers                                     | · Øvrig Medvirkende |
| 2012 (2012) | · Klokkeblomst Og Vingernes Hemmelighed               | · Klang |
| 2019        | · Lego City Adventures                                | · Øvrig Medvirkende |
| 2015 (2015) | · Lego Nexo Knights                                   | · Øvrig Medvirkende |
| 2020 (2020) | · Lego Star Wars - Holiday Special                    | · Anakin Skywalker |
| 2022 (2022) | · Lego Star Wars - Sommerferie                        | · Obi-Wan Kenobi |
| 2004 (2018) | · Lemony Snicket - Én Ulykke Kommer Sjældent Alene    | · Øvrig Medvirkende |
| 2020        | · Mias Magiske Verden                                 | · Øvrig Medvirkende - sæson 3-4 - |
| 2013 (2013) | · Monsters University                                 | · Øvrig Medvirkende |
| 2019 (2020) | · Mumidalen                                           | · Mumifar (sæson 3) |
| 2014 (2015) | · Nicky, Ricky, Dicky Og Dawn                         | · Hanson |
| 2014 (2015) | · Nicky, Ricky, Dicky Og Dawn                         | · Folk |
| 2017 (2017) | · OK K.O.! Vi Er Helte                                | · Rad |
| 2018        | · Penny På M.A.R.S.                                   | · Mitch |
| 2018        | · Penny På M.A.R.S.                                   | · Bruce |
| 2018        | · Penny På M.A.R.S.                                   | · Politimand, Chauffør, Journalist |
| 2018 (2018) | · Peter Kanin - Filmen                                | · Derek |
| 2014 (2014) | · Pokémon 17 - Diancie Og Tilintetgørelsens Kokon     | · Øvrig Medvirkende |
| 2015 (2015) | · Pokémon 18 - Hoopa Og Århundredets Sammenstød       | · Øvrig Medvirkende |
| 2020        | · Pokémon 23 - Junglens Hemmeligeheder                | · Dada |
| 2023 (2023) | · Pokémon Horisonter - Serien                         | · Friede |
| 2016 (2016) | · Shadowhunters                                       | · Jace Wayland |
| 2016 (2016) | · Shadowhunters                                       | · Simon Lewis (sæson 1 eps 1 & 2) |
| 2019 (2019) | · Spioner På Missioner                                | · Lance Sterling |
| 2023 (2023) | · Spy Kids - Dommedag                                 | · Terrence Tango |
| 2021 (2021) | · Star Wars - De Hårde Hunde                          | · Admiral Rampart (sæson 1 & 3) |
| 2021 (2021) | · Star Wars - De Hårde Hunde                          | · Kaptajn Mann |
| 2021 (2021) | · Star Wars - De Hårde Hunde                          | · Nolan |
| 2021 (2021) | · Star Wars - De Hårde Hunde                          | · Roland Durand |
| 2018 (2018) | · Star Wars - Modstandsbevægelsen                     | · General Hux (sæson 1) |
| 2018 (2018) | · Star Wars - Modstandsbevægelsen                     | · Stormsoldat |
| 2021 (2021) | · Star Wars Visions                                   | · Bichan (sæson 2) |
| 2021 (2021) | · Star Wars Visions                                   | · Inkvisitor (sæson 2) |
| 2021 (2021) | · Star Wars Visions                                   | · Jon (sæson 2) |
| 2016 (2016) | · Storkene                                            | · Junior |
| 2013 (2013) | · Super Buddies - Verdens Største Helte               | · Megasis |
| 2022 (2022) | · Surviving Summer                                    | · Øvrig Medvirkende |
| 2022 (2022) | · Tales Of The Jedi                                   | · Nak-Il |
| 2022 (2022) | · Tales Of The Jedi                                   | · Obi-Wan Kenobi |
| 2018 (2018) | · The Christmas Chronicles                            | · Øvrig Medvirkende |
| 2013 (2013) | · The Next Step                                       | · Chris |
| 2013 (2013) | · The Next Step                                       | · Chuck Anderson (sæson 3-4) |
| 2013 (2013) | · The Next Step                                       | · sæson 1-4 & 6,7,9 - Folk, Kok, Motorkontormand |
| 2021        | · Tom & Jerry                                         | · Ben |
| 2013 (2013) | · Toy Story Kortfilm - Gysermotellet!                 | · Kranvognmand |
|             |                                                       | · Powerklips |
| 2018 (2020) | · Transformers - Cyberverse                           | · Hot Rod |
| 2018 (2020) | · Transformers - Cyberverse                           | · Ramjet |
| 2018 (2020) | · Transformers - Cyberverse                           | · Thundercracker |
| 2018 (2020) | · Transformers - Cyberverse                           | · Dåselatter, Iacon-spiller, Polyhex-spiller, Stadionspeaker, Surfer-dreng, Tilskuer, Vagt |
| 2013 (2013) | · Transformers Prime Beast Hunters - Predacons Rising | · Darksteel |
| 2014 (2014) | · Trio - Odins Guld                                   | · Øvrig Medvirkende |
| 2012 (2012) | · Vilde Rolf                                          | · Øvrig Medvirkende |
| 2012 (2013) | · Violetta                                            | · Miltón (tale) |
| 2021 (2021) | · Zero Chill                                          | · Anton Hammarström |
| 2010 (2012) | · Ængstelige Egern                                    | · David |
| 2010 (2012) | · Ængstelige Egern                                    | · David |